# مردهك
مردهك (بالفارسية: مردهک) هي مدينة تقع في إيران في ناحية جنوب جبال بارز. يقدر عدد سكانها بـ 1,912 نسمة .